# Amblypodia cephalus
Amblypodia cephalus is een vlinder uit de familie van de Lycaenidae. De wetenschappelijke naam van de soort is voor het eerst geldig gepubliceerd in 1801 door Weber.